# Black Eyed Peas
Black Eyed Peas je ameriška hip hop glasbena skupina iz Los Angelesa, ki je bila ustanovljena leta 1995.
Skupino sestavljajo člani:
- Will.i.am (William James Adams, Jr.)
- Apl.de.ap (Allan Pineda Lindo)
- Taboo (Jaime Luis Gómez)
- Fergie (Stacy Ann Ferguson)

Do leta 2010 so prejeli dve nagradi grammy za najboljši nastop rap dueta ali skupine, dve za najboljši nastop pop dueta ali skupine ter po eno za najboljši pop vokalni album in najboljši videospot kratkega formata.

## Diskografija
- Behind the Front (1998)
- Bridging the Gap (2000)
- Elephunk (2003)
- Monkey Business (2005)
- The E.N.D. (2009)
- The Beginning (2010)

## Turneje
- Van's Warped Tour (1999)
- Elephunk Tour (2004)
- Honda Civic Tour (2006)
- Monkey Business World Tour (2006)
- Black Blue & You World Tour (2007)
- The E.N.D. World Tour (2009)